# Dactylodenia toussaintiorum
Dactylodenia toussaintiorum är en orkidéart som beskrevs av Daniel Tyteca och Jean-Louis Gathoye. Dactylodenia toussaintiorum ingår i släktet Dactylodenia, och familjen orkidéer. Inga underarter finns listade i Catalogue of Life.